# Посольство Швеции в Литве
Посольство Швеции в Литве — официальное дипломатическое представительство Королевства Швеции в Литовской Республике, расположенное в столице государства — Вильнюсе. Находится в Старом городе на улице Диджёйи, дом 16.

## Дипломатические отношения
Швеция де-факто признала независимость Литвы 12 декабря 1918 года. После признания Литовской Республики де юре (28 сентября 1921 года) в Каунасе, в то время «временной столице» государства, было открыто консульство Швеции. Оно было закрыто по соображениям экономии в 1928 году. Дипломатическое представительство интересов королевства в Литве осуществлялось консульством в Риге. 
По прошествии полутора лет после провозглашения восстановления независимости Литвы (11 марта 1990 года) Швеция 27 августа 1991 года признала Литовскую Республику как суверенное и независимое государство. 28 августа того же года министры иностранных дел обеих стран подписали договор о возобновлении дипломатических отношений. В тот же день королём был подписан указ о назначении Ларса Леннарта Магнуссона послом в Литву. 29 августа 1991 года было открыто посольство Швеции в Вильнюсе — первое дипломатическое представительство после восстановления независимости Литвы. Спустя пять лет для него было приобретно здание на одной из старинных улиц Вильнюса.

## Здание
Здание на улице Диджёйи было приобретено в 1996 году. Остатки древнейших строений на этом месте относятся к XIV веку. Дом впервые упомянут в письменных источниках в 1567 году. Сохранившиеся элементы готической и барочной архитектуры тщательно отреставрированы.

## Посол
Посол Королевства Швеция в Литве — Мария Кристина Лундквист, верительные грамоты которой президент Литвы Даля Грибаускайте приняла 6 октября 2016 года. Мария Кристина Лундквист была ранее послом в Испании, Португалии, Германии, работала в постоянном представительстве Швеции при Европейском союзе в Брюсселе, исполняла обязанности посла в Чили и Перу, была резидирующим послом по совместительству в Бельгии и Люксембурге.